# Маяки (Донецкая область)
Мая́ки (укр. Мая́ки) — село в Святогорской городской общине Краматорского района Донецкой области Украины.

## Общие сведения
Население по переписи 2001 года составляло 1286 человек. Почтовый индекс — 84137. Телефонный код — 626.

## Географическое положение
Село расположено на правом берегу р. Северский Донец, в 6 км от автодороги М-03 Киев — Харьков — Должанское и в 13 км от Святогорской лавры и г. Святогорск, в 25 км от райцентра.

## Экономика
- ЧП «Вымпел»-производство минеральных вод и безалкогольных напитков.
- КП «Вода Донбасса».
- КП «Водопонижение».
- Филиал «Украина» агрофирмы «Шахтёр».
- Маяцкое лесничество Славянского гослесхоза.
- Меловой карьер.

## История и культура
Недалеко от с. Маяки находится «Царино» городище, которое является выдающимся археологическим памятником 9—13 столетий.
Городище салтовского времени занимало около 18 га. К нему примыкали два селища общей площадью 40 га. Найдены четыре могильника и много салтовских артефактов.
Городок Маяцкий основан украинскими казаками (черкасами), дата основания не известна, по недостоверным данным возможно ранее 1630 года. Городок чаще носил вахтовый, временный характер до тех пор, пока в Белгороде и Цареве-Борисове не решили расширить сеть небольших крепостей для охвата дорог и выдавливания с ближайших земель казаков. Хотя, например, в 1698 году городок Маяцкий считается ещё и казачьим, там есть казачье население. И казаки в переписках и «скасках» утверждают, что вся земля до «Посольского перевоза» (около Святых гор) испокон веков принадлежит донским казакам — ещё до появления Маяцкого, Тора, Соленого и даже Царева-Борисова, построенного примерно в 1600 г. Удержать свои земли донским казакам не удалось — все эти территории были отняты и переданы в ведение слобожан.
Пост Маяки основан как сторожевая крепость (Маяцкий городок) Русского государства на южной границе в 1663 году. На самом высоком холме над р. Донец сооружали вышку — маяк, на которых крепилась бочка со смолой и дровами, во время приближения вражеских орд казачьи сторожевые разъезды поджигали бочки и чёрный сигнальный столб дыма, предупреждал об опасности. В 1668 г. «мояцкие черкасы по прелесным воровским листам изменника Ивашки Брюховецкого великому государю изменили и город сожгли, и приказного человека Василья Ребинина убили, и, разоря город, пошли к нему, Ивашку, с ызменником с Ивашком Серком, и ныне тот город пуст». Вскоре после этого в Маяцком был поселён русский гарнизон, а крепость отстроена.
В XIX веке село Маяки было в составе Славянской волости Изюмского уезда Харьковской губернии. В селе была Покровская и Троицкая церкви.
В 1903 году население села Маяки составляло 2700 человек.
До 1917 года в составе Российской империи.
С 1 (14) сентября по 25 октября (7 ноября) 1917 года в составе Российской республики. Далее началась Гражданская война.
C 29 апреля по 14 декабря 1918 года во время Гражданской войны в России 1918—1923 годов в составе Украинской державы.
C декабря 1922 года в составе Украинской Советской Социалистической Республики Союза Советских Социалистических Республик.
К исходу 21 января 1942 года освобождено войсками 57-й армии (генерал-лейтенант Д. И. Рябышев) Южного фронта (командующий генерал-лейтенант Р. Я. Малиновский) в ходе Барвенково-Лозовской наступательной операции 18—31.01.1942 года.

## Объекты социальной сферы
- Дом культуры
- Детский сад
- Школа: Маяковская СОШ I—III ступеней
- Магазины:
  - «Березка»,
  - «Росинка»,
  - «Зорька»,
  - «Урожай».
- Пляжи реки Северский Донец.
- Пляж «Карьер»

## Достопримечательности
- Памятник воинам, погибшим в Великую Отечественную войну.
- «Маяцкая дача» — памятник природы площадью 18 га, находящийся на территории Национального парка «Святые Горы». Лес дачи занимает водораздел Северского Донца и Макатихи, вокруг которого расположились села Маяки, Соболевка, Макатиха и Сидорово. Славу маяцкой даче принесло изолированное месторасположение граба обыкновенного (для Донецкого кряжа — это реликт послеледникового периода).
Дендропарк Маяцкого лесничества был заложен в 1959 г. лесничим Савченко И. М. и его помощником Кухаренко В. П.

## Местная власть
84137, Донецкая область, Краматорский район, с. Маяки, ул. Гагарина, 1.

## Известные уроженцы
- Борисов, Василий Фёдорович (1922—2003) — советский спортсмен, олимпийский чемпион (1956) серебряный и бронзовый призёр (1956 и 1960) по стрельбе.